# チャーリー・グッド
チャールズ・ジェームズ・グッド（Charles James Goode、1995年8月3日 - ）は、イングランド・ワトフォード出身のサッカー選手。ポジションはDF。

## クラブ経歴
2013-14シーズン、当時10部リーグに所属していたハドリーFCでサッカーキャリアをスタートさせると、2015年6月10日、EFLリーグ1のスカンソープ・ユナイテッドFCに2年契約で移籍した。
2019年1月31日、ノーサンプトン・タウンFCにハーフシーズンの契約でレンタル移籍をした。翌シーズンからは完全移籍でノーサンプトン・タウンに加入し、シーズン終了後にはファン選出のシーズンMVPに選出された。
2020年8月18日、チャンピオンシップのブレントフォードFCと4年契約を交わした。
2022年1月31日、シェフィールド・ユナイテッドFCへレンタル移籍。